# Vikramaditya I.
Vikramaditya I. bio je indijski vladar, kralj Chalukye, a vladao je od oko 655. do oko 680. godine. 
Sin kralja Pulakešina II., jednog od najmoćnijih indijskih vladara, Vikramaditya je obnovio red u svom kraljevstvu – glavni je grad bio Vatapi. Vikramaditya je imao nekoliko braće, a majka mu je bila žena nepoznata imena, kći Durvinite. Otac, Pulakešin, danas se često smatra carem Chalukye zbog moćne vladavine.

## Titule
Vikramaditya je imao naslov maharajadhiraja („kralj velikih kraljeva“); bio je maharadža. Drugi su naslovi bili parameshvara („vrhovni lord“) i Šri-prithvi-vallabha – ovaj naslov kralja povezuje s Lakšmi i Prithvi (Zemlja). Naslov koji kralja povezuje s ratom jest ranarasika – „ljubitelj rata“.

## Nasljeđivanje
Sin ovoga kralja bio je Vinayaditya od Vatapija.